# Concursul Muzical Eurovision 1961
Concursul Muzical Eurovision 1961 a fost cea de-a șasea ediție a Concursului Muzical Eurovision. Cele trei țări debutante, Finlanda, Iugoslavia și Spania, au mărit numărul de participanți la 16. Evenimentul a avut loc pe 18 martie 1961 și a fost primul care s-a desfășurat într-o seară de sâmbătă, fapt care a devenit o tradiție care continuă și astăzi. Ca și în 1959, concursul a avut loc în Palais des Festivals et des Congrès din Cannes, Franța și a fost prezentat de Jacqueline Joubert.
Din cauza faptului că această ediție a rulat peste program, reinterpretarea cântecului câștigător nu a fost transmisă în Regatul Unit.
Luxemburg a câștigat pentru prima oară cu melodia „Nous les amoureux” a lui Jean-Claude Pascal. Scena utilizată pentru ediția din 1961 a fost vizibil mai mare decât în anii precedenți și a fost decorată cu flori. Este notabil faptul că, în timpul procedurii de votare, Regatul Unit a primit 8 puncte de la Luxemburg, iar Norvegia a acordat, de asemenea, 8 puncte Danemarcei. Acesta a fost cel mai mare număr de puncte acordate unei singure țări de cătr un juriu după ediția din 1958, când Danemarca a acordat 9 puncte Franței.

## Rezultate
|    | Țară          | Limbă             | Artist             | Cântec                                    | Traducere                    | Loc | Puncte |
| -- | ------------- | ----------------- | ------------------ | ----------------------------------------- | ---------------------------- | --- | ------ |
| 01 | Spania        | spaniolă          | Conchita Bautista  | „Estando contigo”                         | Când sunt cu tine            | 9   | 8      |
| 02 | Monaco        | franceză          | Colette Deréal     | „Allons, allons les enfants”              | Haideți, haideți, copii      | 10  | 6      |
| 03 | Austria       | germană           | Jimmy Makulis      | „Sehnsucht”                               | Dor                          | 15  | 1      |
| 04 | Finlanda      | finlandeză        | Laila Kinnunen     | „Valoa ikkunassa”                         | Luminile de la fereastră     | 10  | 6      |
| 05 | Iugoslavia    | sârbă             | Ljiljana Petrović  | „Neke davne zvezde” („Неке давне звезде”) | Niște stele străvechi        | 8   | 9      |
| 06 | Țările de Jos | olandeză          | Greetje Kauffeld   | „Wat een dag”                             | Ce zi                        | 10  | 6      |
| 07 | Suedia        | suedeză           | Lill-Babs          | „April, April”                            | Aprilie, aprilie             | 14  | 2      |
| 08 | Germania      | franceză, germană | Lale Andersen      | „Einmal sehen wir uns wieder”             | Ne vom întâlni din nou       | 13  | 3      |
| 09 | Franța        | franceză          | Jean-Paul Mauric   | „Printemps, avril carillonne”             | Primăvară, aprilie răsună    | 4   | 13     |
| 10 | Elveția       | franceză          | Franca di Rienzo   | „Nous aurons demain”                      | Vom avea ziua de mâine       | 3   | 16     |
| 11 | Belgia        | olandeză          | Bob Benny          | „September, gouden roos”                  | Septembrie, trandafir de aur | 15  | 1      |
| 12 | Norvegia      | norvegiană        | Nora Brockstedt    | „Sommer i Palma”                          | Vara în Palma                | 7   | 10     |
| 13 | Danemarca     | daneză            | Dario Campeotto    | „Angelique”                               | Angelique                    | 5   | 12     |
| 14 | Luxemburg     | franceză          | Jean-Claude Pascal | „Nous les amoureux”                       | Noi, îndrăgostiții           | 1   | 31     |
| 15 | Regatul Unit  | engleză           | The Allisons       | „Are You Sure?”                           | Ești sigur?                  | 2   | 24     |
| 16 | Italia        | italiană          | Betty Curtis       | „Al di là”                                | Dincolo                      | 5   | 12     |

## Tabel
|            |               | Rezultate | Rezultate | Rezultate | Rezultate  | Rezultate     | Rezultate | Rezultate | Rezultate | Rezultate | Rezultate | Rezultate | Rezultate | Rezultate | Rezultate    | Rezultate | Rezultate | Rezultate |
| ---------- | ------------- | --------- | --------- | --------- | ---------- | ------------- | --------- | --------- | --------- | --------- | --------- | --------- | --------- | --------- | ------------ | --------- | --------- | --------- |
| Total      | Spania        | Monaco    | Austria   | Finlanda  | Iugoslavia | Țările de Jos | Suedia    | Germania  | Franța    | Elveția   | Belgia    | Norvegia  | Danemarca | Luxemburg | Regatul Unit | Italia    |           |           |
| Concurenți | Spania        | 8         |           | 1         |            |               |           | 1         | 1         |           | 2         |           |           | 2         |              |           | 1         |           |
| Concurenți | Monaco        | 6         | 1         |           |            | 3             |           |           |           |           |           | 1         |           |           |              |           | 1         |           |
| Concurenți | Austria       | 1         |           |           |            |               |           |           |           |           |           |           |           |           |              |           | 1         |           |
| Concurenți | Finlanda      | 6         |           |           |            |               |           |           |           |           | 1         |           |           |           | 1            |           | 2         | 2         |
| Concurenți | Iugoslavia    | 9         |           |           | 3          |               |           | 1         |           |           | 2         | 1         |           |           | 1            |           | 1         |           |
| Concurenți | Țările de Jos | 6         |           |           |            |               | 2         |           |           | 1         | 1         |           |           |           |              |           |           | 2         |
| Concurenți | Suedia        | 2         |           |           |            |               |           |           |           |           | 2         |           |           |           |              |           |           |           |
| Concurenți | Germania      | 3         |           |           | 1          |               |           |           | 1         |           |           |           |           |           | 1            |           |           |           |
| Concurenți | Franța        | 13        | 2         | 2         |            | 1             |           |           | 1         | 4         |           |           |           |           |              | 1         | 2         |           |
| Concurenți | Elveția       | 16        | 1         | 2         | 2          |               | 1         | 2         | 4         |           |           |           |           |           |              |           | 2         | 2         |
| Concurenți | Belgia        | 1         |           |           |            |               |           |           |           |           |           |           |           |           |              | 1         |           |           |
| Concurenți | Norvegia      | 10        | 1         |           |            | 2             | 1         |           |           |           |           |           | 5         |           | 1            |           |           |           |
| Concurenți | Danemarca     | 12        |           |           |            | 1             |           | 1         | 2         |           |           |           |           | 8         |              |           |           |           |
| Concurenți | Luxemburg     | 31        | 2         | 4         | 4          | 3             | 5         | 1         | 1         | 5         | 1         | 1         |           |           | 1            |           |           | 3         |
| Concurenți | Regatul Unit  | 24        | 3         |           |            |               |           | 3         |           |           |           | 7         | 1         |           | 1            | 8         |           | 1         |
| Concurenți | Italia        | 12        |           | 1         |            |               | 1         | 1         |           |           | 1         |           | 4         |           | 4            |           |           |           |

## Artiști care au revenit
| Artist          | Țară     | Ani precedenți | Loc |
| --------------- | -------- | -------------- | --- |
| Bob Benny       | Belgia   | 1959           | 6   |
| Nora Brockstedt | Norvegia | 1960           | 4   |

## Comentatori
- Spania - Federico Gallo (TVE)[3]
- Monaco - Pierre Tchernia (Télé Monte Carlo)
- Austria - Emil Kollpacher (ORF)
- Finlanda - Aarno Walli (Suomen Televisio)[4]
- Iugoslavia - Ljubomir Vukadinović (Televizija Beograd), Gordana Bonetti (Televizija Zagreb), Tomaž Terček (Televizija Ljubljana)
- Țările de Jos – Piet te Nuyl (NTS)[5]
- Suedia - Jan Gabrielsson (Sveriges Radio-TV și SR P1)[6]
- Germania - Wolf Mittler (Deutsches Fernsehen)[7]
- Franța - Guy Lux (RTF)[8]
- Elveția - Theodor Haller (TV DRS), Georges Hardy (TSR)
- Belgia - Anton Peters (BRT), Paule Herreman (RTB)[8]
- Norvegia - Leif Rustad (NRK și NRK P1)[9]
- Danemarca - Sejr Volmer-Sørensen (DR TV)
- Luxemburg - Jacques Navadic (Télé-Luxembourg)[10]
- Regatul Unit - Tom Sloan (BBC TV), Peter Murray (BBC Light Programme)
- Italia - Corrado Mantoni (Programma Nazionale)

## Purtători de cuvânt
1. Italia - Enzo Tortora
2. Regatul Unit - Nicholas Parsons
3. Luxemburg - necunoscut
4. Danemarca - Claus Toksvig
5. Norvegia - Mette Janson[9]
6. Belgia - necunoscut
7. Elveția - Boris Acquadro
8. Franța - necunoscut
9. Germania - necunoscut
10. Suedia - Roland Eiworth[11]
11. Țările de Jos - Siebe van der Zee[12]
12. Iugoslavia - necunoscut
13. Finlanda - Poppe Berg[13]
14. Austria - necunoscut
15. Monaco - necunoscut
16. Spania - Diego Ramírez Pastor